# Баевский, Георгий Артурович

Могила Баевского на Троекуровском кладбище Москвы.

Гео́ргий Арту́рович Баевский (11 июля 1921, Ростов-на-Дону — 6 мая 2005, Москва) — советский лётчик-ас, генерал-майор авиации, лётчик-испытатель, Герой Советского Союза.

## Биография
Родился в 1921 в Ростове-на-Дону в семье советского разведчика Абрама Моисеевича (Артура Матвеевича) Баевского. Племянник сценариста Соломона Лазурина. В 1929 пошёл в московскую школу, в 1930 с семьёй переехал в Берлин. В Германии освоил немецкий язык. В 1933 году отца перевели в Швецию, где освоил шведский язык. В конце 1937 года семья вернулась в Москву. Учась в девятом классе, он поступил в аэроклуб. Позже поступил в Серпуховскую школу пилотов.
В ноябре 1940 года получил звание младшего лейтенанта и был назначен в школу летчиком-инструктором. В 1941 году Серпуховскую школу перевели в город Вязники и объединили с Центральным аэроклубом. Так возникла Вязниковская школа пилотов. На фронтовой стажировке за месяц успел сбить самолёт. Командир полка способствовал его «побегу» из Вязниковской школы. Георгия Баевского направили 5-й гвардейский истребительный авиационный полк. После Курской битвы на его счету было уже 12 сбитых самолётов.
На фронтах Великой Отечественной войны с апреля 1943 года. Баевский воевал в составе 5-го гвардейского истребительного авиационного полка. Участвовал в Курской битве, в битве за Днепр, Висло-Одерской и Берлинской операциях. К концу 1943 года произвёл 144 боевых вылета, в 45-и воздушных боях сбил 16 самолётов противника.
4 февраля 1944 года в должности штурмана эскадрильи 5-го гвардейского истребительного авиационного полка 11-й гвардейской истребительной авиационной дивизии 1-го гвардейского смешанного авиационного корпуса 17-й воздушной армии Указом Президиума Верховного Совета СССР «О присвоении звания Героя Советского Союза офицерскому составу военно-воздушных сил Красной Армии» за «образцовое выполнение боевых заданий командования на фронте борьбы с немецкими захватчиками и проявленные при этом отвагу и геройство» Баевский был удостоен звания Героя Советского Союза с вручением ордена Ленина и медали «Золотая Звезда» (Золотая Звезда № 2805).
Всего за время войны выполнил 252 боевых вылета, в 52 воздушных боях лично сбил 19 самолётов.
После войны Баевский обучался в Военно-воздушной инженерной академии им. Н. Е. Жуковского. После её окончания в 1951 году направлен лётчиком-испытателем в НИИ ВВС, где проводил лётные испытания, освоил 77 типов самолётов. 
В 1962 году окончил Академию Генерального штаба. Будучи заместителем командующего ВВС Московского военного округа в звании генерал-майора авиации организовывал и лично проводил войсковые испытания самолёта Миг-25 в Египте в 1970-е годы. В конце 1970-х годов целиком посвящает себя научной и учебной работе. До 1985 года — заместитель начальника кафедры Военно-воздушной инженерной академии им. Н. Е. Жуковского.
Возглавлял Совет ветеранов 5-го гвардейского истребительного авиационного полка.
Скончался 6 мая 2005 года. Похоронен на Троекуровском кладбище в Москве.

## Награды и достижения
- Герой Советского Союза,
- орден Ленина,
- 2 ордена Красного Знамени,
- Орден Александра Невского,
- ордена Отечественной войны 1й и 2й степени,
- 4 ордена Красной Звезды.
- Заслуженный военный лётчик СССР (1971)
- военный лётчик-испытатель 1 класса,
- кандидат военных наук.